# Schoenoplectus etuberculatus
Schoenoplectus etuberculatus är en halvgräsart som först beskrevs av Ernst Gottlieb von Steudel, och fick sitt nu gällande namn av Jiří Soják. Schoenoplectus etuberculatus ingår i släktet sävsläktet, och familjen halvgräs. Inga underarter finns listade i Catalogue of Life.